# 曺貴裁
曺 貴裁（チョウ キジェ、英: Cho Kwi Jae、朝: 조귀재、1969年1月16日 - ）は、京都府京都市左京区出身の元プロサッカー選手、サッカー指導者。在日韓国人。現役時代のポジションはディフェンダー。
上の妹はTBSテレビ社員（2025年7月より情報制作局長）の曺琴袖。

## 来歴
小学4年生からサッカーを始め、京都府立洛北高校を卒業後は早稲田大学に入学し、ア式蹴球部に入部した。
大学卒業後は日立製作所に入団。1994年に浦和レッズへ移籍。1996年にヴィッセル神戸へ移籍して1997年シーズンを最後に現役を引退した。
引退後の1998年にドイツへ渡ってケルン体育大学でサッカーの指導を学び、2000年に帰日後は川崎フロンターレのアシスタントコーチ、ジュニアユース監督、セレッソ大阪コーチを経て、2005年に湘南ベルマーレへ入団。U-18監督を経て、2009年にアシスタントコーチに就任。2009年3月にJFA 公認S級コーチライセンス取得。
2012年、湘南の監督に就任。「湘南スタイル」（ミスを割り切りアグレッシブにトライする攻守一体の堅守速攻）を確立させていった。同年のJ2で2位に入りJ1昇格するも、翌2013年シーズンは大失速。16位に終わりJ2降格を喫した。
2014年、J2首位を独走し、J2史上最速となる残り9節の段階でチームをJ1昇格を確定させ、残り6節での優勝も決めた。
2015年も監督としてチームを率い、湘南ベルマーレ史上でも最長となる4年目の指揮に入った。堅実に勝ち点を挙げ続け、年間8位に入った。
2018年2月24日、ベルマーレのクラブスポンサーを務める産業能率大学の客員教授への就任が発表された。スポーツ関係の2科目担当予定。10月27日、埼玉スタジアム2002で行われた2018YBCルヴァンカップ決勝で横浜F・マリノスを1-0で破り初優勝を決めた。
2019年8月、一部新聞報道によってコーチングスタッフや選手へのパワーハラスメントを行っていたとされ、Jリーグも調査を開始するなど進退問題に発展する 。2019年10月4日にJリーグよりパワハラ行為が認定され、けん責及び5試合のベンチ入り禁止処分を受けた。10月8日、退任が発表された。2019年11月14日、日本サッカー協会より公認S級コーチライセンスの1年間停止処分を受けた。
2020年3月、関東大学サッカーリーグ2部の流通経済大学サッカー部にてコーチとして指導を行い、10月4日に処分解除となる。
2020年12月9日、京都サンガF.C.の監督に就任すると発表された。湘南監督時同様に湘南スタイル的な堅守速攻を使用し、12年間J2に低迷していた京都の負の連鎖を払拭させ、堅守によるJ2最小失点を記録し、就任1年目でJ1昇格を果たし、京都は12年ぶりのJ1復帰となった。

## 戦術
試合内容の良さよりも合理性を重視し、ミスを割り切りアグレッシブにトライする攻守一体の堅守速攻が特徴である。湘南ベルマーレ監督時は「攻撃的で、走る意欲に満ち溢れた、アグレッシブで痛快なサッカー」という内容の独自の堅守速攻スタイル「湘南スタイル」を湘南に確立させ、湘南スタイルを軸に、就任時の2012年より湘南を三度J2からJ1へ1年で昇格させている。2021年就任の京都サンガF.C.ではスローガン「一心」（野性的とも言える石刻の鋭い打ち込みからゴールに突き刺さるシュートの軌跡をイメージした「一」、あえて安定感を求めず右上がりの勢いを持たせて躍動感やクラブの一体感をイメージした「心」、勝利を目指す不動の信念の表現）と、「HUNT3」（「HIGH INTENSITY」「ULTIMATE」「NEWBORN」「TOUGH」「勝点3」の頭文字5文字を途切れのない集合体にすることで強い結束を表現し、見ている人が引き込まれるインテンシティと究極に勝負にこだわる姿勢を見せ、新しいチャレンジを恐れずにタフに戦い続け、一年間を通じてエネルギーを保つために外側に見える一気なパワーだけではなく内側にも凝縮するエネルギーを込める事の表現）を掲げ、使用内容の良さよりも合理性を重視し、湘南監督時同様に湘南スタイル的な堅守速攻を使用した。その結果、12年間J2で低迷していた京都の負の連鎖を払拭し、堅守によるJ2最小失点を記録し、就任1年目でJ1昇格を果たし、京都は12年ぶりのJ1復帰となった。

## 評価
湘南ベルマーレ元代表取締役の眞壁潔はチョウについて「人を育てる力」、「人をその気にさせる人間性」を持っていると語っている。

## 所属クラブ
- 京都市立大原小学校[21]
- 京都市立大原中学校[21]
- 京都府立洛北高校[1]
- 1987年 - 1990年 早稲田大学
- 1991年 - 1993年 日立製作所 / 日立FC柏レイソル
- 1994年 - 1995年 浦和レッドダイヤモンズ
- 1996年 - 1997年 ヴィッセル神戸

## 個人成績
| 国内大会個人成績 | 国内大会個人成績 | 国内大会個人成績 | 国内大会個人成績 | 国内大会個人成績 | 国内大会個人成績 | 国内大会個人成績 | 国内大会個人成績 | 国内大会個人成績 | 国内大会個人成績 | 国内大会個人成績 | 国内大会個人成績 |
| 年度             | クラブ           | 背番号           | リーグ           | リーグ戦         | リーグ戦         | リーグ杯         | リーグ杯         | オープン杯       | オープン杯       | 期間通算         | 期間通算         |
| 年度             | クラブ           | 背番号           | リーグ           | 出場             | 得点             | 出場             | 得点             | 出場             | 得点             | 出場             | 得点             |
| 日本             | 日本             | 日本             | 日本             | リーグ戦         | リーグ戦         | JSL杯/ナビスコ杯 | JSL杯/ナビスコ杯 | 天皇杯           | 期間通算         | 期間通算         |                  |
| ---------------- | ---------------- | ---------------- | ---------------- | ---------------- | ---------------- | ---------------- | ---------------- | ---------------- | ---------------- | ---------------- | ---------------- |
| 1991-92          | 日立             | 16               | JSL1部           | 16               | 0                | 2                | 0                |                  |                  |                  |                  |
| 1992             | 日立             | 16               | 旧JFL1部         | 13               | 0                | -                | -                |                  |                  |                  |                  |
| 1993             | 日立             | 16               | 旧JFL1部         | 18               | 0                | 4                | 0                | 1                | 0                | 23               | 0                |
| 1994             | 浦和             | -                | J                | 39               | 0                | 2                | 0                | 3                | 0                | 44               | 0                |
| 1995             | 浦和             | -                | J                | 26               | 0                | -                | -                | 0                | 0                | 26               | 0                |
| 1996             | 神戸             | -                | 旧JFL            | 16               | 0                | -                | -                | 3                | 0                | 19               | 0                |
| 1997             | 神戸             | 3                | J                | 5                | 0                | 4                | 0                | 0                | 0                | 9                | 0                |
| 通算             | 日本             | 日本             | J                | 70               | 0                | 6                | 0                | 6                | 0                | 82               | 0                |
| 通算             | 日本             | 日本             | JSL1部           | 16               | 0                | 2                | 0                |                  |                  |                  |                  |
| 通算             | 日本             | 日本             | 旧JFL            | 47               | 0                | 4                | 0                |                  |                  |                  |                  |
| 総通算           | 総通算           | 総通算           | 総通算           | 133              | 0                | 12               | 0                |                  |                  |                  |                  |

その他の公式戦
- 1991年
  - コニカカップ 3試合0得点

## 指導歴
- 1998年 - 1999年 ケルン体育大学（留学）
- 2000年 - 2003年 川崎フロンターレ
  - 2000年 - 2001年 トップチーム アシスタントコーチ
  - 2002年 - 2003年 ジュニアユース 監督
- 2004年 セレッソ大阪 トップチーム コーチ／ヘッドコーチ
- 2005年 - 2019年10月 湘南ベルマーレ
  - 2005年 ジュニアユース 監督
  - 2006年 - 2008年 ユース 監督
  - 2009年 - 2011年 トップチーム アシスタントコーチ[5]
  - 2012年 - 2019年10月 トップチーム 監督
- 2020年3月 - 2020年12月 流通経済大学サッカー部 コーチ
- 2021年 - 京都サンガF.C. 監督

## 監督成績
| 年度   | クラブ | 所属   | リーグ戦 | リーグ戦 | リーグ戦 | リーグ戦 | リーグ戦 | リーグ戦 | カップ戦               | カップ戦  |
| 年度   | クラブ | 所属   | 順位     | 勝点     | 試合     | 勝       | 分       | 敗       | Jリーグカップ          | 天皇杯    |
| ------ | ------ | ------ | -------- | -------- | -------- | -------- | -------- | -------- | ---------------------- | --------- |
| 2012   | 湘南   | J2     | 2位      | 75       | 42       | 20       | 15       | 7        | （不参加）             | 3回戦敗退 |
| 2013   | 湘南   | J1     | 16位     | 25       | 34       | 6        | 7        | 21       | 予選敗退               | 3回戦敗退 |
| 2014   | 湘南   | J2     | 優勝     | 101      | 42       | 31       | 8        | 3        | （不参加）             | 3回戦敗退 |
| 2015   | 湘南   | J1     | 8位      | 48       | 34       | 13       | 9        | 12       | 予選敗退               | 3回戦敗退 |
| 2016   | 湘南   | J1     | 17位     | 27       | 34       | 7        | 6        | 21       | 予選敗退               | ベスト8   |
| 2017   | 湘南   | J2     | 優勝     | 83       | 42       | 24       | 11       | 7        | （不参加）             | 3回戦敗退 |
| 2018   | 湘南   | J1     | 13位     | 41       | 34       | 10       | 11       | 13       | 優勝                   | 4回戦敗退 |
| 2019   | 湘南   | J1     | 11位     | 29       | 22       | 9        | 2        | 11       | 予選敗退               | 2回戦敗退 |
| 2021   | 京都   | J2     | 2位      | 84       | 42       | 24       | 12       | 6        | （不参加）             | ベスト16  |
| 2022   | 京都   | J1     | 16位     | 36       | 34       | 8        | 12       | 14       | プレーオフステージ敗退 | ベスト４  |
| 2023   | 京都   | J1     | 13位     | 40       | 34       | 12       | 4        | 18       | グループステージ敗退   | 2回戦敗退 |
| 2024   | 京都   | J1     | 14位     | 47       | 38       | 12       | 11       | 15       | 2回戦敗退              | ベスト4   |
| 2025   | 京都   | J1     | 位       |          |          |          |          |          |                        |           |
| J1通算 | J1通算 | J1通算 | -        | -        | 264      | 77       | 62       | 125      | -                      | -         |
| J2通算 | J2通算 | J2通算 | -        | -        | 168      | 99       | 46       | 23       | -                      | -         |
| 総通算 | 総通算 | 総通算 | -        | -        | 432      | 176      | 108      | 148      | -                      | -         |

- 2019年はチームを指揮していた22節（8月11日）までの成績。

## タイトル

### 指導者時代
湘南ベルマーレ
- J2リーグ：2回（2014年、2017年）
- Jリーグカップ：1回（2018年）

## 著書
- 『指揮官の流儀：直球リーダー論』角川学芸出版、2015年2月19日。ISBN 9784046533364。